# بروك هولت
بروك هولت (بالإنجليزية: Brock Holt) هو لاعب كرة قاعدة أمريكي، ولد في 11 يونيو 1988 في فورت وورث في الولايات المتحدة.

## وصلات خارجية
- بروك هولت على موقع دوري كرة القاعدة الرئيسي (الإنجليزية)
- بروك هولت على موقعبيزبول رفرنس.كوم (الدوري الرئيسي) (الإنجليزية)
- بروك هولت على موقعبيزبول رفرنس.كوم (الدوري الثانوي) (الإنجليزية)
- بروك هولت على موقع إي إس بي إن.كوم (أم.أل.بي) (الإنجليزية)
- بروك هولت على موقع مشجعي الرسوم البيانية (الإنجليزية)